# تشاغلا شيمشك
تشاغلا شيمشك ((بالتركية: Çağla Şimşek)‏)؛ (1 أغسطس 2002  -)، ممثلة تركية، زادت شهرتها في الوطن العربي بعد عرض مسلسل لحظة وداع الذي قامت به بدور بطولي وقد تم عرضه على قناة إم بي سي 1، ويعتبر دورها البطولي «زهرة» بالمسلسل زهرة القصر (زهرة القصر) من أهم أدوارها.

## أهم أعمالها
- مسلسل لحظة وداع.
- مسلسل حياة.
- مسلسل زهرة القصر.
- مسلسل الأميرة المفقودة.
- مسلسل ايليف الجزء الرابع
- مسلسل اخوتي
- مسلسل فتاة اليد
- مسلسل الياقة المغبرة
- مسلسل الطائر الرفراف

## روابط خارجية
- تشاغلا شيمشك على موقع IMDb (الإنجليزية)
- تشاغلا شيمشك على موقع روتن توميتوز (الإنجليزية)
- تشاغلا شيمشك على موقع قاعدة بيانات الأفلام العربية
- تشاغلا شيمشك على موقع قاعدة بيانات الفيلم (الإنجليزية)